# I Luf
I Luf é uma banda italiana, do gênero musical folk rock.

## Componentes
- Dario Canossi
- Sergio Pontoriero
- Ranieri Fumagalli
- Lorenzo Marra
- Cesare Comito
- Fabio Biale
- Pier Zuin
- Franco Penatti
- Sammy Radaelli
- Davide Billa